# Agrostis gredensis
Agrostis gredensis é uma espécie de gramínea do gênero Agrostis, pertencente à família Poaceae.